# Sorin Andi Pandele
Sorin Andi Pandele (n. 22 februarie 1966, Pitești) este un politician român, deputat în Parlamentul României în mandatul 2008-2012 din partea PDL Argeș.

## Condamnarea penală
Pe 22 ianuarie 2014, Sorin Andi Pandele, împreună cu alte persoane:printre care si  Costel Zamfir — fostul primar al comunei argeșene Bradu , a fost condamnat la cinci ani de închisoare cu executare pentru infracțiuni de corupție.
Astfel, în cursul lunii ianuarie 2006, Pandele, în calitate de director al Oficiului de Cadastru și Publicitate Imobiliară (OCPI) Argeș și de membru al Comisiei județene pentru stabilirea dreptului de proprietate asupra terenurilor Argeș, ar fi dispus în mod nelegal emiterea unui titlu de proprietate  pentru un teren intravilan în suprafață de 1,1953 de hectare (menționat scriptic ca fiind amplasat pe teritoriul comunei Bradu, în realitate amplasat în municipiul Pitești), semnând acest titlu, deși avea cunoștință despre faptul că aceasta nu formulase cerere în nume propriu și nu-i fusese validat dreptul de reconstituire a suprafeței de teren respective.
După redactarea titlului, inculpatul l-a înaintat Comisiei județene pentru stabilirea dreptului de proprietate asupra terenurilor Argeș în vederea definitivării procedurii de reconstituire a dreptului de proprietate.
Ulterior emiterii acestui titlu, în cursul lunii mai 2007, în mod nelegal, Pandele ar fi dispus efectuarea unor corecturi asupra acestui document cu consecința modificării teritoriului administrativ unde se afla amplasat terenul, prin înlocuirea comunei Bradu cu municipiul Pitești, inclusiv vecinătățile, toate aceste corecturi fiind certificate de către directorul OCPI Argeș.
A fost eliberat in februarie 2017. 